# Кагак (Деліджан)
Кагак (перс. كهك) — село в Ірані, у дегестані До-Дегак, у Центральному бахші, шахрестані Деліджан остану Марказі. За даними перепису 2006 року, його населення становило 116 осіб, що проживали у складі 40 сімей.

## Клімат
Середня річна температура становить 13,47 °C, середня максимальна – 31,94 °C, а середня мінімальна – -7,54 °C. Середня річна кількість опадів – 205 мм.
| Клімат поселення                              | Клімат поселення | Клімат поселення | Клімат поселення | Клімат поселення | Клімат поселення | Клімат поселення | Клімат поселення | Клімат поселення | Клімат поселення | Клімат поселення | Клімат поселення | Клімат поселення | Клімат поселення |
| Показник                                      | Січ.             | Лют.             | Бер.             | Квіт.            | Трав.            | Черв.            | Лип.             | Серп.            | Вер.             | Жовт.            | Лист.            | Груд.            |                  |
| Середній максимум, °C                         | 7,83             | 9,60             | 14,31            | 20,33            | 25,02            | 30,29            | 31,94            | 30,96            | 26,93            | 20,85            | 14,64            | 8,44             |                  |
| Середня температура, °C                       | 0,14             | 1,92             | 6,62             | 12,63            | 17,33            | 22,62            | 26,40            | 25,39            | 21,38            | 15,30            | 9,08             | 2,88             |                  |
| Середній мінімум, °C                          | −7,54            | −5,78            | −1,06            | 4,95             | 9,64             | 14,92            | 20,85            | 19,85            | 15,81            | 9,76             | 3,52             | −2,67            |                  |
| Норма опадів, мм                              | 32               | 32               | 38               | 25               | 18               | 2                | 1                | 1                | 0                | 9                | 19               | 28               |                  |
| Середньомісячна швидкість вітру, м/с          | 1.45             | 2.00             | 2.56             | 2.89             | 2.70             | 2.50             | 2.59             | 2.37             | 2.17             | 2.20             | 1.59             | 1.26             |                  |
| Середньомісячна сонячна радіація, кДж/м²·день | 9586             | 12894            | 15363            | 18747            | 22648            | 26714            | 25956            | 24295            | 21152            | 15771            | 11403            | 9301             |                  |
| --------------------------------------------- | ---------------- | ---------------- | ---------------- | ---------------- | ---------------- | ---------------- | ---------------- | ---------------- | ---------------- | ---------------- | ---------------- | ---------------- | ---------------- |
| Джерело:                                      |                  |                  |                  |                  |                  |                  |                  |                  |                  |                  |                  |                  |                  |